# オオミチバシリ
オオミチバシリ（大道走、学名Geococcyx californianus）は、カッコウ目カッコウ科アメリカジカッコウ亜科ミチバシリ属に分類される鳥。英名からロードランナーとも呼ばれる。

## 分布
- 北アメリカ大陸南部。

## 形態
体長は50-60cmほど。腹は白いが、背中は黒褐色の地に白いまだらもようがある。頭には黒く短い冠羽がある。足とくちばしはがっちりしている。

## 生態
砂漠地帯に生息する。地上で生活しており、その分飛ぶことは上手ではなく、長い距離を移動できないが、よく発達した足で走り時速32km以上のスピードを出せる。トカゲや昆虫などの小動物から木の実まで食べる雑食性で、ときには小さなガラガラヘビやネズミ、サソリ、いくぶん大きなサバクワタオウサギまでも捕食する。
また、夜には体温を下げて休息し、朝になると日光浴をして体温を上げることが知られている。なんでも食べる食性も、体温を変化させるのも厳しい砂漠の環境への適応といえる。
カッコウの仲間に分類されるが、他の鳥に托卵は行わない。

## 人間との関係

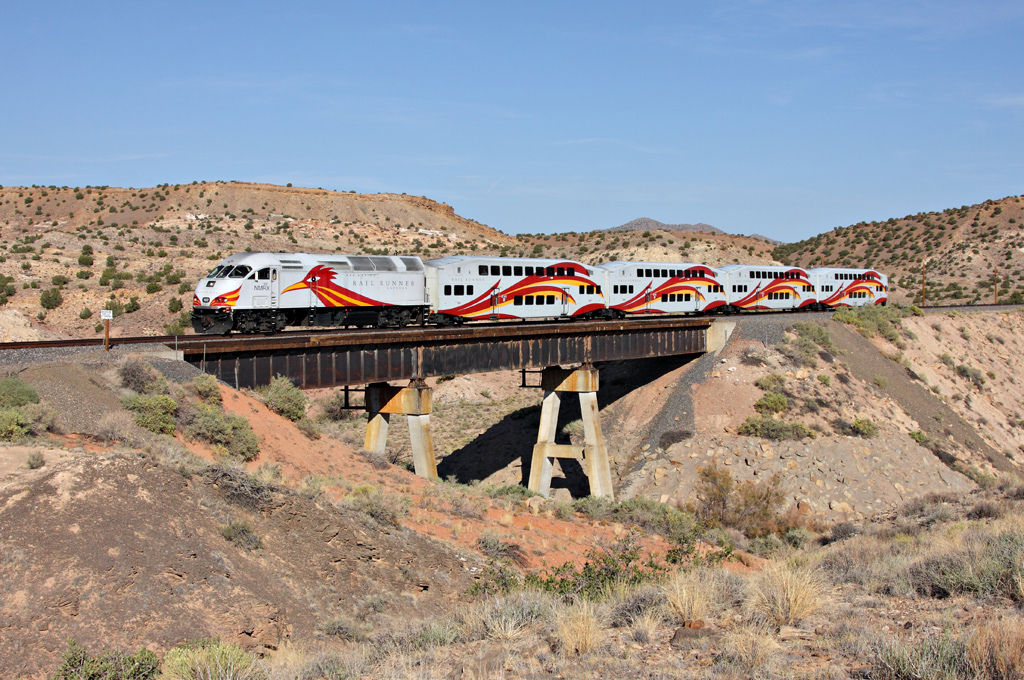
ニューメキシコ・レイルランナー・エキスプレスの列車

インディアンの神話にも登場し、アニメやスポーツシューズのロゴマークにもなるなど、アメリカではなじみ深い鳥である。
アメリカ合衆国ニューメキシコ州の最大都市アルバカーキと州都サンタフェを結ぶ通勤鉄道「ニューメキシコ・レイルランナー・エキスプレス」では、機関車にオオミチバシリの頭が、付随する客車にその羽が大きく描かれている。